# Marcos Rocha
Marcos Luís Rocha Aquino (Sete Lagoas, Minas Gerais, Brasil, 11 de diciembre de 1988) es un futbolista brasilero. Juega como lateral derecho y su equipo actual es el Palmeiras del Campeonato Brasileño de Serie A.

## Trayectoria
Marcos Rocha entró a las inferiores del Atlético Mineiro en 2005. Promovido al primer equipo en 2008, fue enviado a préstamo al Uberlândia EC.
Debutó profesionalmente al siguiente año, con el CRB a préstamo. Regresó al Atlético en enero de 2009, y debutó con el Galo como titular en la victoria por 3-0 sobre Social el 7 de febrero en el Campeonato Mineiro.
Marcos Rocha debutó en la Serie A el 16 de mayo de 2009, en reemplazo de Jonílson al minuto 82 en la victoria por 2-1 ante el Grêmio. Jugó diez encuentros más ese año, y anotó un gol (al Avaí el 20 de agosto).
El 25 de febrero de 2010 fue enviado a préstamo al Ponte Preta. Con poco protagonismo en el club, se fue a préstamo al América Mineiro por dos temporadas.
El 30 de noviembre de 2011 se confirmó su inclusión en el primer equipo del Atlético. Formó parte de los planteles que ganaron la liga estatal dos veces, la Copa Libertadores 2013, la Recopa Sudamericana  y la Copa de Brasil 2014.
EL 27 de diciembre de 2017 fue enviado a préstamo al Palmeiras por toda la temporada. Ficharía en el club permanentemente la temporada siguiente.
En ocho temporadas, ha disputado 346 partidos, marcado nueve goles y repartido 40 asistencias. Marcos Rocha se ha convertido en uno de los nombres más laureados de la historia del club, con 12 títulos.
El 15 de agosto de 2025, Grêmio fichó a Marcos Rocha, procedente del Palmeiras. Firmó un contrato de un año con el club, con objetivos a cumplir y posibilidad de renovación.

## Selección nacional
Debutó con la selección de Brasil el 24 de abril de 2013 en el empate 2-2 contra Chile en un encuentro amistoso.

## Estadísticas
Actualizado al último partido disputado el 23 de agosto de 2020.
| Club | Div.          | Temporada     | Liga  | Liga  | Estatal | Estatal | Copas nacionales(1) | Copas nacionales(1) | Copas internacionales(2) | Copas internacionales(2) | Otras(3) | Otras(3) | Total | Total |
| Club | Div.          | Temporada     | Part. | Goles | Part.   | Goles   | Part.               | Goles               | Part.                    | Goles                    | Part.    | Goles    | Part. | Goles |
| --- | ------------- | ------------- | ----- | ----- | ------- | ------- | ------------------- | ------------------- | ------------------------ | ------------------------ | -------- | -------- | ----- | ----- |
| Atlético Mineiro · Brasil |               |               |       |       |         |         |                     |                     |                          |                          |          |          |       |       |
| 1.ª | 2009          | 10            | 1     | 8     | 0       | 1       | 0                   | 1                   | 0                        | -                        | -        | 20       | 1     |       |
| 1.ª | 2012          | 34            | 1     | 13    | 2       | 4       | 0                   | -                   | -                        | -                        | -        | 51       | 3     |       |
| 1.ª | 2013          | 29            | 2     | 13    | 1       | 2       | 2                   | 13                  | 0                        | 2                        | 0        | 59       | 5     |       |
| 1.ª | 2014          | 20            | 0     | 8     | 0       | 6       | 0                   | 6                   | 0                        | 2                        | -        | 42       | 0     |       |
| 1.ª | 2015          | 22            | 2     | 8     | 1       | 2       | 0                   | 3                   | 0                        | -                        | -        | 35       | 3     |       |
| 1.ª | 2016          | 15            | 0     | 10    | 0       | 3       | 0                   | 10                  | 0                        | 1                        | 0        | 39       | 0     |       |
| 1.ª | 2017          | 21            | 0     | 14    | 0       | 3       | 0                   | 7                   | 0                        | 4                        | 0        | 49       | 0     |       |
| Total club | Total club    | 151           | 6     | 74    | 4       | 21      | 2                   | 40                  | 0                        | 9                        | 0        | 295      | 12    |       |
| Uberlândia · Brasil |               |               |       |       |         |         |                     |                     |                          |                          |          |          |       |       |
| Reg | 2008          | -             | -     | 9     | 0       | -       | -                   | -                   | -                        | -                        | -        | 9        | 0     |       |
| Total club | Total club    | 0             | 0     | 9     | 0       | 0       | 0                   | 0                   | 0                        | 0                        | 0        | 9        | 0     |       |
| CRB · Brasil |               |               |       |       |         |         |                     |                     |                          |                          |          |          |       |       |
| 2.ª | 2008          | 14            | 3     | 0     | 0       | -       | -                   | -                   | -                        | -                        | -        | 14       | 3     |       |
| Total club | Total club    | 14            | 3     | 0     | 0       | 0       | 0                   | 0                   | 0                        | 0                        | 0        | 14       | 3     |       |
| América Mineiro · Brasil |               |               |       |       |         |         |                     |                     |                          |                          |          |          |       |       |
| 2.ª | 2010          | 28            | 3     | -     | -       | -       | -                   | -                   | -                        | -                        | -        | 28       | 3     |       |
| 1.ª | 2011          | 30            | 2     | 10    | 0       | -       | -                   | -                   | -                        | -                        | -        | 40       | 2     |       |
| Total club | Total club    | 58            | 5     | 10    | 0       | 0       | 0                   | 0                   | 0                        | 0                        | 0        | 68       | 5     |       |
| Ponte Preta · Brasil |               |               |       |       |         |         |                     |                     |                          |                          |          |          |       |       |
| 2.ª | 2008          | 0             | 0     | 9     | 0       | 3       | 0                   | -                   | -                        | -                        | -        | 12       | 0     |       |
| Total club | Total club    | 0             | 0     | 9     | 0       | 3       | 0                   | 0                   | 0                        | 0                        | 0        | 12       | 0     |       |
| Palmeiras · Brasil |               |               |       |       |         |         |                     |                     |                          |                          |          |          |       |       |
| 1.ª | 2018          | 20            | 1     | 14    | 0       | 5       | 0                   | 3                   | 0                        | -                        | -        | 42       | 1     |       |
| 1.ª | 2019          | 30            | 2     | 7     | 0       | 2       | 0                   | 7                   | 1                        | -                        | -        | 46       | 3     |       |
| 1.ª | 2020          | 4             | 0     | 12    | 2       | 0       | 0                   | 1                   | 0                        | -                        | -        | 17       | 2     |       |
| Total club | Total club    | 54            | 3     | 33    | 2       | 7       | 0                   | 11                  | 1                        | 0                        | 0        | 105      | 6     |       |
| Total carrera | Total carrera | Total carrera | 277   | 17    | 135     | 6       | 31                  | 2                   | 51                       | 1                        | 9        | 0        | 503   | 26    |
| (1) Incluye datos de la Copa de Brasil (2) Incluye datos de la Copa Libertadores y la Copa Sudamericana (3) Incluye datos del Mundial de Clubes (2013), la Recopa Sudamericana (2014) y la Primera Liga de Brasil (2016-2017) |               |               |       |       |         |         |                     |                     |                          |                          |          |          |       |       |

## Palmarés

### Campeonatos regionales
| Título              | Club             | Región       | Año  |
| ------------------- | ---------------- | ------------ | ---- |
| Campeonato Mineiro  | Atlético Mineiro | Minas Gerais | 2012 |
| Campeonato Mineiro  | Atlético Mineiro | Minas Gerais | 2013 |
| Campeonato Mineiro  | Atlético Mineiro | Minas Gerais | 2015 |
| Campeonato Mineiro  | Atlético Mineiro | Minas Gerais | 2017 |
| Campeonato Paulista | Palmeiras        | São Paulo    | 2020 |
| Campeonato Paulista | Palmeiras        | São Paulo    | 2022 |
| Campeonato Paulista | Palmeiras        | São Paulo    | 2023 |
| Campeonato Paulista | Palmeiras        | São Paulo    | 2024 |

### Campeonatos nacionales
| Título              | Club             | País   | Año  |
| ------------------- | ---------------- | ------ | ---- |
| Copa de Brasil      | Atlético Mineiro | Brasil | 2014 |
| Serie A             | Palmeiras        | Brasil | 2018 |
| Copa de Brasil      | Palmeiras        | Brasil | 2020 |
| Serie A             | Palmeiras        | Brasil | 2022 |
| Supercopa de Brasil | Palmeiras        | Brasil | 2023 |
| Serie A             | Palmeiras        | Brasil | 2023 |

### Campeonatos internacionales
| Título              | Club             | Sede           | Año  |
| ------------------- | ---------------- | -------------- | ---- |
| Copa Libertadores   | Atlético Mineiro | Belo Horizonte | 2013 |
| Recopa Sudamericana | Atlético Mineiro | Belo Horizonte | 2014 |
| Copa Libertadores   | Palmeiras        | Río de Janeiro | 2020 |
| Copa Libertadores   | Palmeiras        | Montevideo     | 2021 |
| Recopa Sudamericana | Palmeiras        | São Paulo      | 2022 |

### Campeonatos amistosos
| Título                       | Club                | País               | Año  |
| ---------------------------- | ------------------- | ------------------ | ---- |
| Superclásico de las Américas | Selección de Brasil | Brasil · Argentina | 2012 |
| Florida Cup                  | Atlético Mineiro    | Estados Unidos     | 2016 |
| Florida Cup                  | Palmeiras           | Estados Unidos     | 2020 |